# وادي شوكة
يقع وادي شوكة في إمارة رأس الخيمة، الإمارات العربية المتحدة على بعد 100 كيلو متر من إمارة الشارقة شرقاً باتجاه الجنوب الشرقي.
افتتح الوادي عام 2001 حيث يعد من أكبر السدود. يتميز وادي شوكة باعتدال الطقس والتنوع الجغرافي والطبيعي بالإضافة إلى التنوّع التراثي الاستثنائي، ما حول الوادي إلى مقصداً سياحياً.
أفضل الأوقاتً لزيارة الوادي هي الفترة بين شهري أكتوبر وأبريل.

## مرافق طبيعية
المسار الجبلي بوادي شوكة
اشتمل وادي شوكة الطبيعي على مسار جبلي خاص بطول 10 كيلو متر، ويعتبر من مناطق الجذب المتاحة لمحبي رياضة المشي، بين الطبيعة والمساحات الخضراء، بالإضافة إلى مشاهدة المواقع الأثرية المنتشرة في المنطقة المحيطة.

### استراحة وادي شوكة
أضافت استراحة وادي شوكة موقعًا جديدًا لرحلات الترفيه والتخييم في الهواء إذ يمكنكم الإقامة فيها والاستمتاع بمرافقها العائلية.

### حديقة وادي شوكة
تعتبر حديقة سد وادي شوكة المفتوحة واحدة من أروع اماكن تخييم في وادي شوكة- راس الخيمة، وذلك لمجاورتها بحيرة السد، والتي تجتمع أنواع طيور كثيرة بها.

### التجمعات المائيه في وادي شوكه
تستقبل منطقة سد وادي شوكة مجموعة كبيرة من عشاق الطبيعة خاصةً بعد سقوط الأمطار. تكثر التجمعات المائية في وادي شوكة والتي تحوي مناظر مذهلة لجريان الماء بها. يفضل الزوار التقاط الصور لتلك المظاهر الطبيعية المكونة للبحيرة بعدما يمتلئ السد من جريان الوادي، وهو ما كان سببًا في إطلاق مجموعة من المبادرات الوطنية البيئية، والتي يتمثل هدفها في تهيئة المنطقة لتصبح موطنًا مميزًا لطيور البط والإوز البرية، لتضفي مظهراً جمالياً لزوّارها، بالإضافة إلى المحافظة على الحياة الفطرية.

## الأنشطة
يعتبر وادي شوكة في الإمارات العربية المتحدة من الأماكن التي يقصدها السائحون بهدف تنفيذ أنشطة وفعاليات كثيرة في وسط الأجواء الطبيعية الخلابة مثل، التنزه مشياً على الأقدام، ركوب الدراجات الجبلية، الجري، التخييم، القيادة على الطرق الوعرة، اليوغا والاستمتاع بالطبيعة، النزهات وحفلات الشواء.